# Forma cerrada (matemática)
Se dice que una ecuación es una solución en forma cerrada si resuelve un problema dado en términos de funciones y operaciones matemáticas elegidas de un conjunto limitado y generalmente aceptado. La calificación de una forma cerrada es algo arbitraria, ya que depende en gran manera del conjunto de operaciones y funciones predefinido. Por ejemplo, una serie (la sumatoria de todos los términos de una sucesión infinita) no se suele considerar forma cerrada; a menos que se incluya en el conjunto de operadores un operador de sumatoria de infinitos términos de una serie.